# 善通寺連隊区
善通寺連隊区（ぜんつうじれんたいく）は、大日本帝国陸軍の連隊区の一つ。1907年（明治40年）に設置され、香川県・徳島県・愛媛県の一部地域の徴兵・召集等の兵事事務を取り扱った。1925年（大正14年）に廃止された。

## 沿革
日本陸軍の内地19個師団体制に対応するため陸軍管区表が改正（明治40年9月17日軍令陸第3号）され、1907年10月1日、善通寺連隊区を新設し第11師管第22旅管に属した。
日本陸軍の第三次軍備整理に伴い陸軍管区表が改正（大正14年4月6日軍令陸第2号）され、1925年5月1日に善通寺連隊区は廃止された。

## 管轄区域の変遷
その管轄区域は陸軍管区表（明治40年軍令陸第3号）により次のとおり定められた。管轄区域は、香川県区域は丸亀連隊区から、愛媛県区域は松山連隊区から編入して形成された。
- 香川県

仲多度郡・三豊郡
- 愛媛県

宇摩郡・新居郡・周桑郡・上浮穴郡
1915年（大正4年）9月13日、陸軍管区表が改正（大正4年軍令陸第10号）され、徳島連隊区から徳島県三好郡・美馬郡・阿波郡・麻植郡を編入し、宇摩郡・新居郡・周桑郡を福山連隊区に、上浮穴郡を松山連隊区に移管した。
1920年（大正9年）8月7日、陸軍管区表が改正（大正9年軍令陸第10号）され、同年8月10日、福山連隊区から愛媛県宇摩郡・新居郡を編入し、徳島県阿波郡・麻植郡を徳島連隊区に移管した。この時点で次のように最終の管轄区域が形成された。
- 香川県

仲多度郡・三豊郡
- 徳島県

三好郡・美馬郡
- 愛媛県

宇摩郡・新居郡
1925年の廃止後、旧管轄区域は三分割され、香川県区域は丸亀連隊区に、徳島県区域は徳島連隊区に、愛媛県区域は松山連隊区に編入された。

## 司令官
- 木村捨馬 歩兵中佐：1907年10月3日 - 11月13日
- 広瀬龍吉 歩兵少佐：1907年11月13日 - 1912年3月8日
- 安藤正旗 歩兵大佐：1912年3月8日 - 9月28日
- 島田由五郎 歩兵大佐：1912年9月28日 - 1913年8月22日
- 大川盛行 歩兵中佐：1913年8月22日 - 1916年8月18日
- 藤田禎一郎 歩兵中佐：1916年8月18日 - 1919年7月25日
- 須賀冨治郎 歩兵中佐：1919年7月25日 -
- 樺山正一 歩兵大佐：不詳 - 1923年8月6日[3]
- 野口矯 歩兵大佐：1923年8月6日[3] -